# Copa Feto FFTL de 2019
A Copa Feto FFTL de 2019 foi a 1ª edição oficial do Campeonato Timorense de Futebol Feminino. Foi organizada pela Federação de Futebol de Timor-Leste e contou com 8 equipas participantes.

## Sistema de Disputa
A Copa Feto foi realizada pela FFTL entre outubro e novembro de 2019. Apesar do nome, consistiu numa liga entre 8 equipas que jogaram todas entre si, em turno e returno, qualificando-se para as semifinais as 4 melhores colocadas da tabela.

## Equipes Participantes
| Time                    | Município |
| ----------------------- | --------- |
| Cavalo Fronteira        | Díli      |
| F.C. Académica          | Díli      |
| F.C. UNAMET             | Baucau    |
| Maranatha FC            | Díli      |
| Maudoko FC              | Baucau    |
| S'Amuser FC             | Díli      |
| Sport Laulara e Benfica | Aileu     |
| Unital FC               | Díli      |

## Primeira Fase
As quatro melhores equipas desta fase classificaram-se para as finais.
| # | Equipa           | J  | V  | E | D  | GP | GC | SG  | Pts | Classificação                    |
| - | ---------------- | -- | -- | - | -- | -- | -- | --- | --- | -------------------------------- |
| 1 | SL Benfica       | 14 | 12 | 1 | 1  | 74 | 5  | +69 | 37  | Classificadas para as semifinais |
| 2 | S'Amuser FC      | 14 | 9  | 2 | 3  | 70 | 12 | +58 | 29  | Classificadas para as semifinais |
| 3 | Maudoko          | 14 | 9  | 2 | 3  | 55 | 20 | +35 | 29  | Classificadas para as semifinais |
| 4 | Maranatha        | 14 | 7  | 5 | 2  | 62 | 13 | +49 | 26  | Classificadas para as semifinais |
| 5 | Académica        | 14 | 8  | 0 | 6  | 49 | 28 | +21 | 24  | Eliminadas                       |
| 6 | Unital           | 14 | 3  | 0 | 11 | 12 | 99 | −87 | 9   | Eliminadas                       |
| 7 | Cavalo Fronteira | 14 | 2  | 0 | 12 | 23 | 72 | −49 | 6   | Eliminadas                       |
| 8 | UNAMET           | 14 | 1  | 0 | 13 | 1  | 97 | −96 | 3   | Eliminadas                       |

Última atualização em 21 de novembro de 2019
Fonte: [carece de fontes?]
Regras para classificação: 1º pontos; 2º saldo de gols; 3º gols pró.
(C) = Campeão; (R) = Rebaixado; (P) = Promovido; (O) = Vencedor do play-off; (A) = Classificado para a próxima fase. 
Somente aplicável se a temporada não tiver terminado: 
(Q) = Classificado para a fase do torneio indicada; (TQ) = Classificado para o torneio, mas não para a fase indicada; (DQ) = Desclassificado do torneio.

## Finais
As finais do campeonato foram realizadas de 22 a 30 de novembro de 2019, em sistema eliminatório (partidas únicas). Todos os jogos foram realizados no Estádio Municipal de Dili.
|  | Semifinal            | Semifinal  |   |  | Final                | Final |  |
|  |                      |            |   |  |                      |       |  |
|  | Díli, 22 de novembro |            |   |  |                      |       |  |
|  | SL Benfica           | 3          |   |  |                      |       |  |
|  | Maranatha FC         | 0          |   |  |                      |       |  |
|  |                      |            |   |  |                      |       |  |
|  |                      |            |   |  | Díli, 30 de novembro |       |  |
|  |                      |            |   |  | SL Benfica           | 1     |  |
|  |                      | Maudoko FC | 0 |  |                      |       |  |
|  |                      |            |   |  |                      |       |  |
|  |                      |            |   |  |                      |       |  |
|  |                      |            |   |  |                      |       |  |
|  | Díli, 23 de novembro |            |   |  |                      |       |  |
|  | S'Amuser             | 1 (1)      |   |  |                      |       |  |
|  | Maudoko FC           | 1 (4)      |   |  |                      |       |  |

### Partida Final
| 30 de novembro de 2019 | SL Benfica | 1 - 0 | Maudoko FC | Estádio Municipal de Dili |
| 15:00 UTC+9            |            |       |            |                           |

## Premiação
| Campeonato Timorense de Futebol Feminino de 2020 |
| Timor-Leste                                      |
| ------------------------------------------------ |
| Sport Laulara e Benfica Campeã (1º título)       |

## Ligações Externas
- FFTL - Página oficial no Facebook